# Ludwig Weidlich
Ludwig Weidlich (* um 1807; † 15. April 1877 in Merseburg) war ein deutscher Verwaltungsbeamter.

## Leben
Ludwig Weidlich studierte an der Friedrichs-Universität Halle und der Ruprecht-Karls-Universität Heidelberg Rechtswissenschaft. Er wurde Mitglied des Corps Saxonia Halle (1827) und nachmaliges Ehrenmitglied des Corps Saxo-Borussia Heidelberg (1828). Nach dem Studium schlug er zunächst die Richterlaufbahn ein und wurde Oberlandesgerichtsassessor am Oberlandesgericht Naumburg. 1838 trat er in den preußischen Staatsdienst über. 1845 wurde er Landrat des Kreises Merseburg. Das Amt hatte er bis zu seinem Tod 1877 inne.